# Cirque d’hiver (Paris)
Der Cirque d’Hiver (Winterzirkus) liegt im 11. Pariser Arrondissement und ist der einzig verbliebene von ehemals 18 stationären Pariser Zirkusbauten. Es gehört zu den ältesten Zirkusgebäuden der Welt.

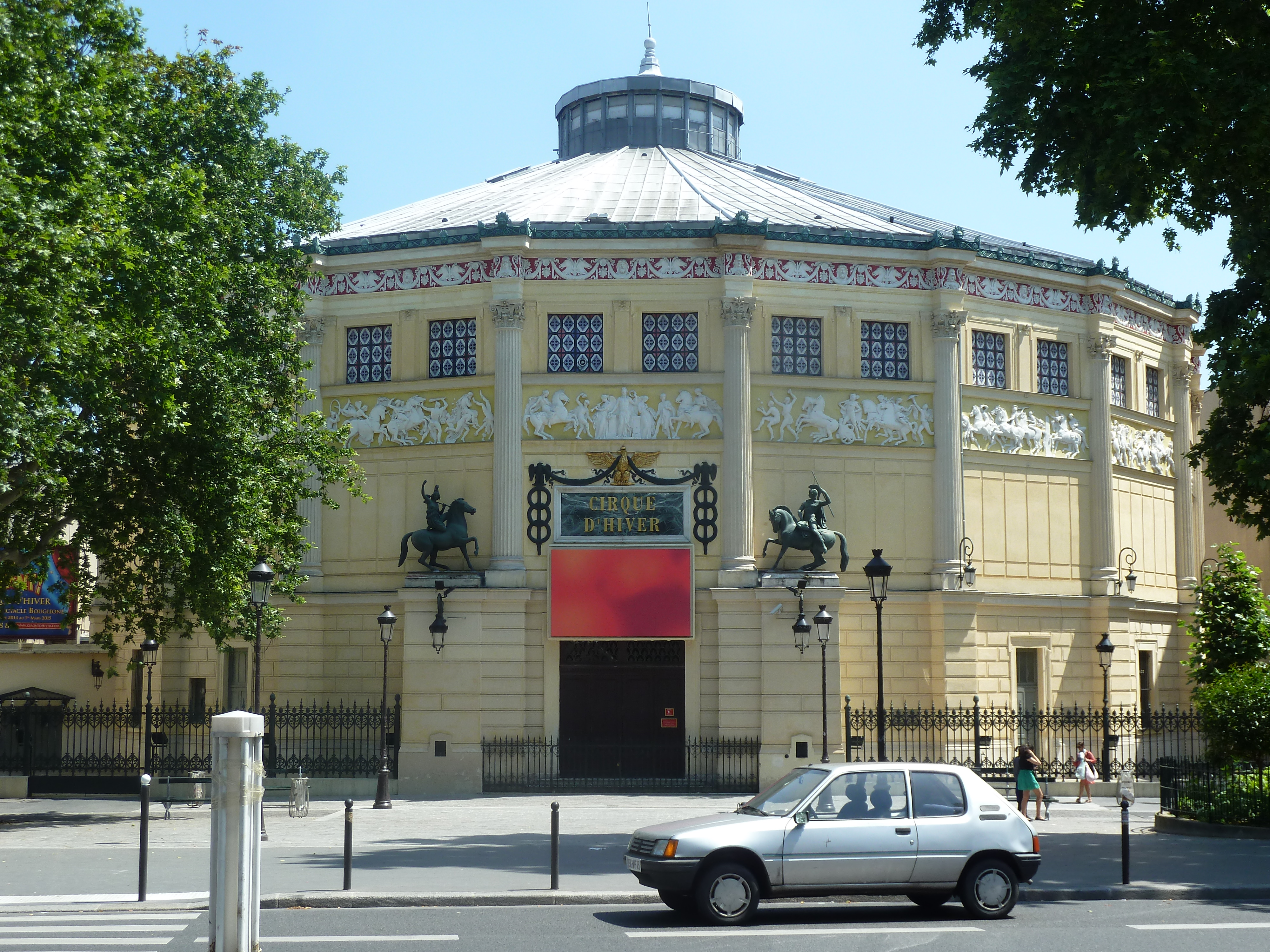
Cirque d’Hiver (2014)

## Entstehungsgeschichte

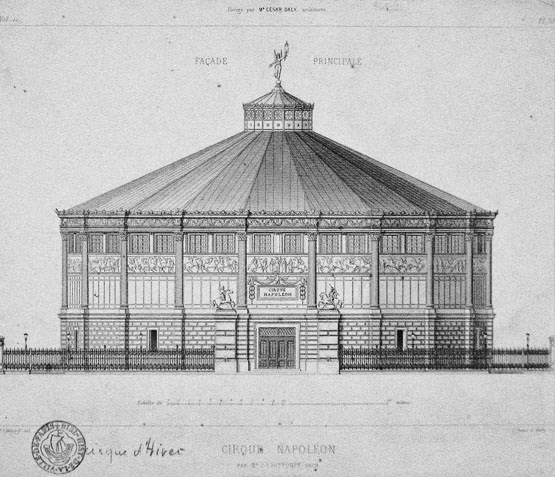
Cirque d’Hiver – Bauzeichnung von Jakob Ignaz Hittorf (1841)

Zirkusunternehmer Louis Dejean (1797–1879) gehörte der Cirque d’été (Sommerzirkus), den der in Paris lebende Kölner Architekt Jakob Ignaz Hittorff zwischen 1841 und 1843 errichtet hatte und der am 6. Mai 1843 eröffnet wurde. Hittorff bekam daraufhin auch den Auftrag zum Bau des Cirque d’Hiver. Er entwarf einen 20-eckigen Ovalbau (Ikosagon) mit 41 Meter Durchmesser und einer 27,5 Meter hohen Kuppel. Anders als vorherige Zirkusbauten gab es im Inneren keine Säulen, die die Kuppel trugen. Diese statische Aufgabe übernahmen die 55 cm dicken Umrundungsmauern, 16,25 Meter hoch und in jeder der 20 Ecken durch innere und äußere korinthische Säulen verstärkt. Die 20 Fresken stammen von Félix-Joseph Barrias und Nicolas Louis Gosse und erzählen die Geschichte des Reitwesens, James Pradier sorgte für die Reiterstandbilder. Baubeginn war am 17. April 1852. Eingeweiht wurde der Zirkusbau nach nur 8 Monaten Bauzeit am 11. Dezember 1852 durch Napoléon III., nach dem er zunächst Cirque Napoléon benannt wurde. 1859 wurde hier der erste Seilakt „fliegendes Trapez“ von dessen Erfinder Jules Léotard vorgeführt.  Seit dem 27. Oktober 1861 fanden hier Orchesteraufführungen unter Leitung von Jules Pasdeloup statt (concerts populaires). 1870 wurde er in Cirque d’Hiver umbenannt. Seit dem 29. August 1907 erhellt elektrisches Licht die Innenräume. Die ursprüngliche Kapazität von 3900 Zuschauern wurde durch die bis 12. Oktober 1923 installierten Theatersitze auf ein Fassungsvermögen von 2090 Zuschauern reduziert. Am 28. Oktober 1934 erwarb die Familie Bouglione den Zirkus in einer Kerzenauktion. Heute finden dort neben den Zirkusvorstellungen zahlreiche andersartige Veranstaltungen statt, wie Dressurveranstaltungen, Musicals oder Modeschauen.

## Lage
Der Cirque d’Hiver liegt in der Rue Amelot 110, die parallel zum Boulevard Filles du Calvaire (der Verlängerung des Boulevard du Temple) im 11. Arrondissement von Paris verläuft. In seiner Nähe befindet sich die Haltestelle Filles du Calvaire der Métrolinie 8.